# Pseudochromis tigrinus
Pseudochromis tigrinus, thường được gọi là đạm bì hổ, là một loài cá biển thuộc chi Pseudochromis trong họ Cá đạm bì. Loài này được mô tả lần đầu tiên vào năm 2012. Trong tiếng Latinh, tigrinus có nghĩa là "con hổ", ám chỉ đến các vằn sọc đặc trưng trên thân của cá đực loài này.

## Phân bố và môi trường sống
P. tigrinus có phạm vi phân bố nhỏ hẹp ở vùng biển Đông Ấn Độ Dương. Loài này chỉ được tìm thấy duy nhất tại đảo núi lửa Narcondam, nằm ở cực bắc của quần đảo Andaman. P. tigrinus sinh sống xung quanh các rạn san hô ở khu vực có dòng chảy mạnh và dòng nước trồi, ở độ sâu được ghi nhận trong khoảng từ 42 đến 50 m.

## Mô tả
P. tigrinus trưởng thành đạt kích thước khoảng 5 cm (đối với cá đực). Cá đực có màu xám nhạt; vùng màu vàng rộng trên trán. Thân có các dải sọc hẹp màu đen như vằn của loài hổ. Mống mắt màu vàng với vòng màu lam sáng xung quanh con ngươi; có cặp sọc xanh lam băng qua con ngươi. Vây đuôi màu trắng có dải rìa màu vàng, sọc đen hẹp ở sát bên trong. Vây hậu môn rộng có màu trắng ở gốc, rải rác các đốm đen; ra xa trong suốt với sọc viền màu vàng; vây bụng màu trắng; vây ngực trong suốt. 
Số gai ở vây lưng: 3; Số vây tia mềm ở vây lưng: 25 - 27; Số gai ở vây hậu môn: 3; Số vây tia mềm ở vây hậu môn: 15; Số vây tia mềm ở vây ngực: 18; Số vảy ở đường bên: 37 - 40; Số gai ở vây bụng: 1; Số vây tia mềm ở vây bụng: 5.
Thức ăn của P. tigrinus có lẽ là rong tảo và các sinh vật phù du nhỏ. Cá trưởng thành sống theo cặp và sống cùng hang; cá con thường núp dưới những vụn san hô lớn.